# Minnedosa
Minnedosa ist eine Kleinstadt mit etwa 2400 Einwohnern im Südwesten der kanadischen Provinz Manitoba, in der auch als Aspen Parkland bezeichneten Ökoregion.

## Geschichte
Der Name der Stadt leitet sich von dem Sioux-Ausdruck für 'schnell fließendes Wasser' ab.
Der erste weiße Siedler John Tanner richtete 1869 eine Fähre über den Little Saskatchewan River ein, der Bau einer Brücke machte diese 1879 obsolet. Als eigentlicher Gründer der Stadt gilt Joseph Armitage, der 1879 einige Parzellen am Fluss kaufte und die Besiedlung der Gegend organisierte. Schon 1883 wurde die Gemeinde unabhängig. 
Zwischen 1910 und 1912 wurde ein Damm am Little Saskatchewan River errichtet, der der Erzeugung von Elektroenergie diente.

## Persönlichkeiten
- Colin Pearson, Baron Pearson (1899–1980), britischer Jurist, Mitglied des House of Lords, wurde hier geboren
- Peter Leboutillier (* 1975), Eishockeyspieler
- Grace Anne Stewart (1893–1970), Geologin